# LG BD370 Blu-ray lejátszó
Az LG BD370 az LG Electronics  Blu-ray lejátszója. A magyar fogyasztók számára 2009 márciusától elérhető.
A lejátszó internetes tartalmakhoz is biztosít hozzáférést, számos formátumban tárolt tartalmat képes lejátszani (az MKV, DivX, MPEG4, JPEG, MP3 és a WMA, valamint az MP4 és az AVI fájlformátumokat is támogatja). A BD Live funkcióval a filmhez kapcsolódó extra online tartalmak tölthetők le, így  filmelőzetesek, kulisszák mögötti jelenetek, csengőhangok, interaktív játékok és filmfeliratok.

## Műszaki jellemzők
- Közvetlen YouTube elérés
- Blu-ray lemez lejátszás 1080p Full HD felbontásban
- Normál DVD-k konvertálása 1080p felbontásra
- HD Video lejátszás (mkv, mp4, avi)
- BD-Live és Bonus view
- HDMI 1.3 Deep Color technológiával
- 7.1 csatornás Dolby TrueHD és DTS-HD dekódolás
- USB Plus
- Azonnali reagálás („Express Reaction”)
- SIMPLINK (HDMI-CEC)